# 팽압
팽압(Turgor pressure)은 세포벽에 대해 원형질막을 밀어내는 세포 내 힘이다.
정수압(hydrostatic pressure)이라고도 하며 평형 상태에 있을 때 유체 내부의 특정 지점에서 측정된 유체의 압력으로 정의된다. 일반적으로 팽압은 물의 삼투압 흐름에 의해 발생하며 식물, 곰팡이 및 박테리아에서 발생한다. 이 현상은 세포벽이 있는 원생생물에서도 관찰된다. 이 시스템은 동물 세포에서는 볼 수 없다. 세포벽이 없으면 너무 많은 압력을 가할 때 세포가 용해될 수 있기 때문이다. 물의 삼투압 흐름에 의해 가해지는 압력을 탁도라고 한다. 이는 선택적 투과막을 통한 물의 삼투압 흐름으로 인해 발생한다. 반투막을 통해 용질 농도가 낮은 곳에서 용질 농도가 높은 곳으로 물이 이동하는 것을 삼투압 흐름이라고 한다. 식물에서 이는 세포 외부의 저농도 용질에서 세포의 액포로 물이 이동하는 것을 수반한다.